# Dispositivo (filosofia)
Il dispositivo, in senso filosofico, è un concetto teorizzato da Michel Foucault nella metà degli anni settanta del  XX secolo, per descrivere alcuni aspetti con cui il potere agisce e si riproduce tramite quello strumento con il quale interviene nei rapporti di forza per orientare, bloccare, servirsi a suo vantaggio delle strutture sociali che vengono così influenzate dagli effetti pratici di un discorso, di una tecnica, di una ideologia.

## Foucault: il dispositivo e la libertà
Così Michel Foucault chiarisce il concetto di dispositivo:
Foucault precisa che più che dispositivo bisogna parlare di una rete di dispositivi in cui gli elementi che la costituiscono sono sia discorsivi che concreti come ad esempio un'automobile che è essa stessa un dispositivo in quanto oggetto reale, il risultato di un progetto ingegneristico ed anche di una pubblicità che ha indotto il consumatore a comprarla.
In particolare, dunque per Foucault i dispositivi sono l'insieme di tecniche discorsive e concrete di gestione e governo in cui alcuni elementi, come, ad esempio, le scuole o le prigioni, sono in grado di controllare, dirigere e contenere strategicamente le condotte dei soggetti .
Il dispositivo si forma quando appare la necessità e l'urgenza di un cambiamento dei dispositivi precedenti ormai non più adeguati alla situazione concreta. Questo effetto non ha una causa da identificare in una precisa fonte che lo amministri poiché i dispositivi sono di diversa natura e non hanno un preciso potere che li formi e li gestisca ma ciò non toglie che i dispositivi, secondo i modi del potere li strutturano, indirizzano le nostre scelte e le condizionano al punto da chiedersi quale sia il nostro reale ambito di libertà.

## La risposta di Deleuze
Gilles Deleuze ha così indicato una risposta a questa domanda:
La diagnosi che segue all'analisi, secondo Deleuze, deve quindi portare a una terapia messa in atto da una società di controllo.

## Agamben: l'evanescenza del soggetto
Giorgio Agamben individua un'ulteriore finale conseguenza dei dispositivi:
Sin dall'inizio l'uomo ha caratterizzato la sua storia con un accumularsi di dispositivi dai quali è divenuto prigioniero e che ormai è impossibile distruggere o controllare per usarli nel modo più utile 
Premesso che per "soggetto" Agamben intende la "simbiosi" dell'individuo con i dispositivi e per "soggettivazione" il relativo mutamento da questi provocato, egli osserva che essi ora non danno più luogo a un'ulteriore mutazione del soggetto stesso attraverso quella che egli chiama "desoggettivazione" ma a una evanescenza del soggetto quasi inglobato dal dispositivo:
Caso tipico di questo fenomeno è il possesso di un telefono cellulare che trasforma il soggetto in un numero telefonico, sempre sotto controllo.